# الحديقة الوطنية ببوقرنين

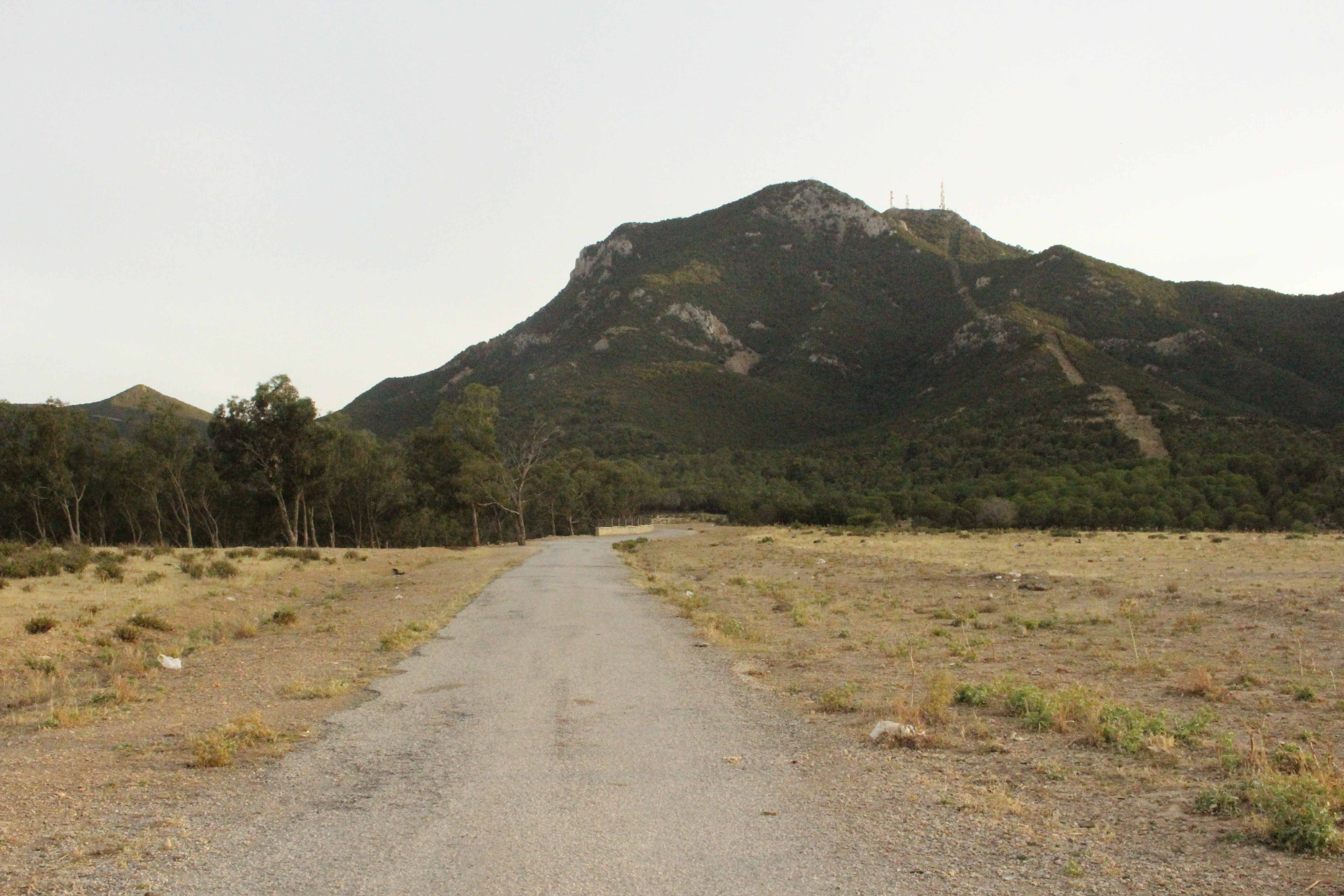
الحديقة الوطنية ببوقرنين

الحديقة الوطنية ببوقرنين هي محمية طبيعية تقع في جبل بوقرنين في الشمال التونسي أحدثت في فيفري 1987. تقدر مساحتها بـ1.939 هآ. تتميز الحديقة بغطائها النباتي المتنوع حيث تضم ما لا يقل عن 525 نوعا نباتيا. تضم كذلك 25 نوعا من الثدييات مثل غزال الجبل والفار الخرطومي و ابن اوى و الخنزير البري و النيص و القط البري و الارنب البري و الثعلب الاحمر. و50 نوعا من الطيور و16 نوعا من الزواحف والبرمائيات واللافقاريات. تعتبر الحديقة الوطنية ببوقرنين الموقع الوحيد في كامل شمال أفريقيا الذي يضم نبتة بخور مريم الفارسي.